# Fritillaria recurva
Fritillaria recurva är en liljeväxtart som beskrevs av George Bentham. Fritillaria recurva ingår i Klockliljesläktet och i familjen liljeväxter. Inga underarter finns listade.

## Bildgalleri

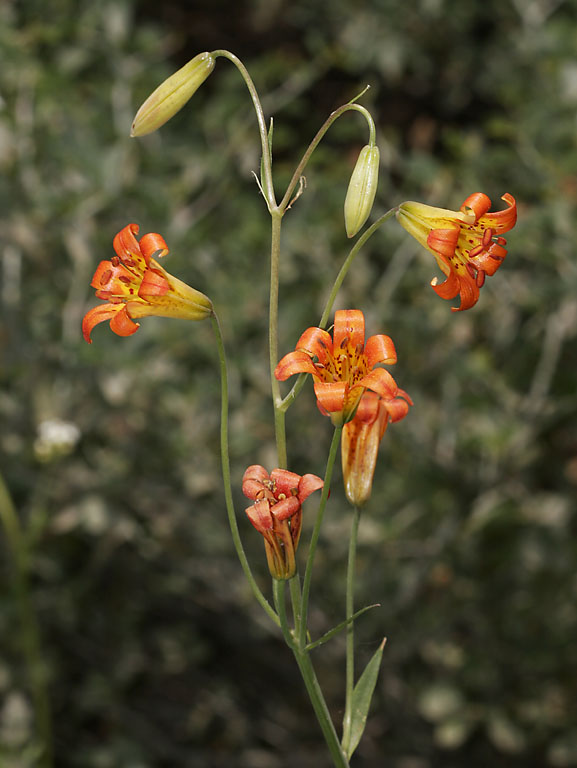